# مقاطعة هومبولت (آيوا)
مقاطعة هومبولت (بالإنجليزية: Humboldt County)‏ هي إحدى مقاطعات ولاية آيوا في الولايات المتحدة الأمريكية.